# 安临站镇
安临站镇，是中华人民共和国山東省泰安市肥城市下辖的一个乡镇级行政单位。

## 行政区划
安临站镇下辖以下地区：
安临站村、冯家杭村、站北头村、翟家杭村、凤凰山村、邓家庄村、河套洼村、王家台村、东虎门村、北虎门村、西虎门村、南虎门村、葛家台村、五凤村、陈楼村、刘家庄村、大辛庄村、东界首村、么山村、西张村、贺庄村、布山后村、张家洼村、东陈庄村、前马山口村、后马山口村、东张村、东陆房村、西陆房村、大董庄村、黄土岭村、牛家庄村、黑峪村、刘家村、乔界首村、西界首村、孟家村、赵家村、李家村、郝家村、下庄村、白家庄村、郝家峪村、沟南村、沟北村、山套村、林家庄村和明新村。

## 人口
2010年中国第六次人口普查时，安临站镇共有人口50966人。共有家庭16622户，平均每户3.06人。14岁以下的少年儿童共7795人，占总人口15.29%；15-64岁人口共37937人，占总人口74.43%；65岁及以上的老年人共5234人，占总人口的10.26%。男性共计24558人，占总人口48.18%；女性共计26408人，占总人口51.81%。本地居住的人口中，拥有本地户籍的人口为50079人，占98.25%。